# Jean Antoine Dours
Pour les articles homonymes, voir Dours (homonymie).
Jean Antoine Dours (né le 22 mars 1824 à Bagnères-de-Bigorre, † 23 juillet 1874 à Amiens) est un médecin militaire, un homéopathe et un entomologiste français spécialisé dans les hyménoptères auquel on doit la description de plusieurs holotypes.

## Biographie
Jean Antoine Dours est le quatrième fils d'une fratrie de cinq garçons d'un officier français. Il fréquente le collège à Pau puis à Laval, où l'un de ses frères occupe le poste de principal. Bachelier en 1843, il est admis comme élève chirurgien à l'Hôpital militaire de Lille. En 1845, il déménage pour Paris où il se perfectionne au Val de Grâce. Une fois diplômé chirurgien sous-aide, en 1846, il part pour à Oran. En 1848, il retourne en France et travaille à Perpignan puis à Rennes. En 1850, il retourne en Algérie, où il s'illustre lors d'une épidémie de choléra à l'hôpital du Dey de Bab El Oued. Adepte de l'homéopathie, pratique non admise par sa hiérarchie militaire, il retourne à la vie civile en 1854 et se marie à Péronne où il s'installe comme médecin civil. Il décède le 23 juillet 1874 à Amiens,en son domicile,boulevard de Longueville, d'une pleurésie.
Dans son adolescence, il passe ses vacances à Saint-Sever où il fréquente le naturaliste Jean-Marie Léon Dufour et se passionne pour les sciences naturelles et en particulier l'entomologie. Il devient membre de la société entomologique de France  et de la société linnéenne du Nord de la France. On lui doit la description (holotype) de plusieurs espèces d'hyménoptères. Il avait rassemblé une collection de plus de 8 000 espèces et 70 000 spécimens dont l'essentiel a été détruit lors d'un incendie.

## Travaux
Parmi les holotypes décrits par Jean Antoine Dours :
- Andrena  abbreviata (1873), une abeille des sables signalée en Italie et en Europe de l'Est ;
- Anthophora nigrovittata (1869), communément appelée l'anthophore à bandelettes[2], présente en Corse [3] ;
- Anthophora squammulosa (1869), une abeille mexicaine ;
- Colletes collaris (1872), une abeille présente au Japon [4] et sur l'île de Porquerolles [5];
- Eucera collaris[6] (1873), une abeille solitaire signalée en Espagne ;
- Lasioglossum bimaculatum (1872), une abeille signalée en région PACA[7] ;
- Nomada tridentirostris (1873), une abeille coucou présente en France métropolitaine[8].

## Publications

### En entomologie
- Catalogue raisonné des hyménoptères du département de la Somme., Amiens: Mellifères 1861[9]
- Monographie iconographique du genre Anthophora Latreille, Mémoires de la Société Linnéenne de Nord de la France, 2, Amiens 1869[10]
- Hyménoptères nouveaux du bassin méditerranéen. Revue et Magasin de Zoologie (2)23, p. 293 -. 312, 349 - 359, 396 - 399, 418 - 434 (1872)[11]
- Catalogue synonymique des Hyménoptères de France. Mémoires de la Société linnéenne de Nord de la France (Amiens), 3, 1-230.(1874)[12]

### En médecine
- Pourquoi je fais de l'homéopathie, texte imprimé, imprimerie Lenoël-Herouart, 1858[13]

## Distinctions militaires
- Chevalier de l'Ordre de Saint-Grégoire-le-Grand[1]